# Pieter Bordon
Pieter Bordon (geboren omtrent 1450 in Gent; † na 1484) was een Vlaamse zanger, componist en geestelijke.
Bordon was de zoon van de Gentse burgers Valeriaen Bordon en zijn vrouw Margriete van Wijniersch. Zijn vader stierf vooraleer hij volwassen was. Hij was eerst koorzanger in verscheidene Gentse kerken, eerst in Sint-Jacobs, daarna in Sint-Michiels.
Eind 1472 werd hij priester en in 1478-79 ging hij naar Italië, waar hij zong vanaf augustus 1479 tot februari 1480 in de kathedraal van Treviso.
In augustus en september 1484 verbleef hij in Siena, waar hij motetten, credo's en andere kerkmuziek componeerde. Geen van de composities is overgeleverd onder zijn naam, mogelijk zijn een aantal ondergebracht in de anonieme koorwerkboeken SienBC K.1.2.
Vandaag de dag zijn twee composities onder zijn naam bekend.